# Kończyc III

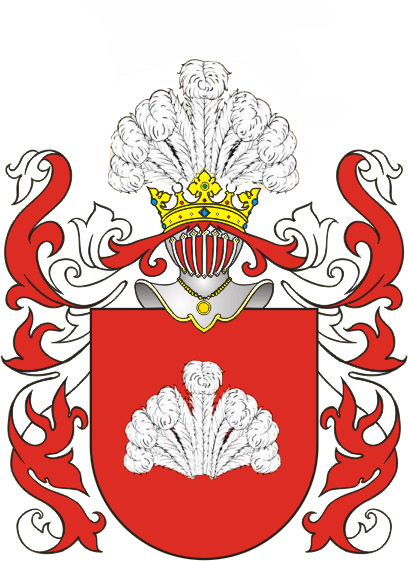
Kończyc III

Kończyc III, znany również pod nazwą Mniszech – polski herb szlachecki.

## Opis herbu
W polu czerwonym siedem strusich piór srebrnych. W klejnocie siedem piór strusich.

## Najwcześniejsze wzmianki
Za panowania Zygmunta I Starego.

## Herbowni
Mniszchowie